# Dolci (wieś)
Dolci  – wieś w Chorwacji, w żupanii virowiticko-podrawskiej, w mieście Orahovica. W 2011 roku liczyła 286 mieszkańców.